# 奥尔内斯县
奥尔内斯县，冰岛西南部的旧县，总面积8287 km²，总人口6,778（2004年）。该县西临博尔加峡湾县、乔萨尔县，北邻东胡纳潟湖县、米拉县、斯卡加峡湾县，东邻朗河平原县，南邻大西洋。奥尔内斯县属于南部区。